# Тур Хайнаня
Тур Хайнаня (англ. Tour of Hainan) — шоссейная многодневная велогонка, c 2006 года ежегодно проходящая в китайской провинции Хайнань. Гонка санкционирована UCI и проходит в рамках UCI Asia Tour под категорией 2.HC. До 2009 года имела категорию 2.1.

## Победители

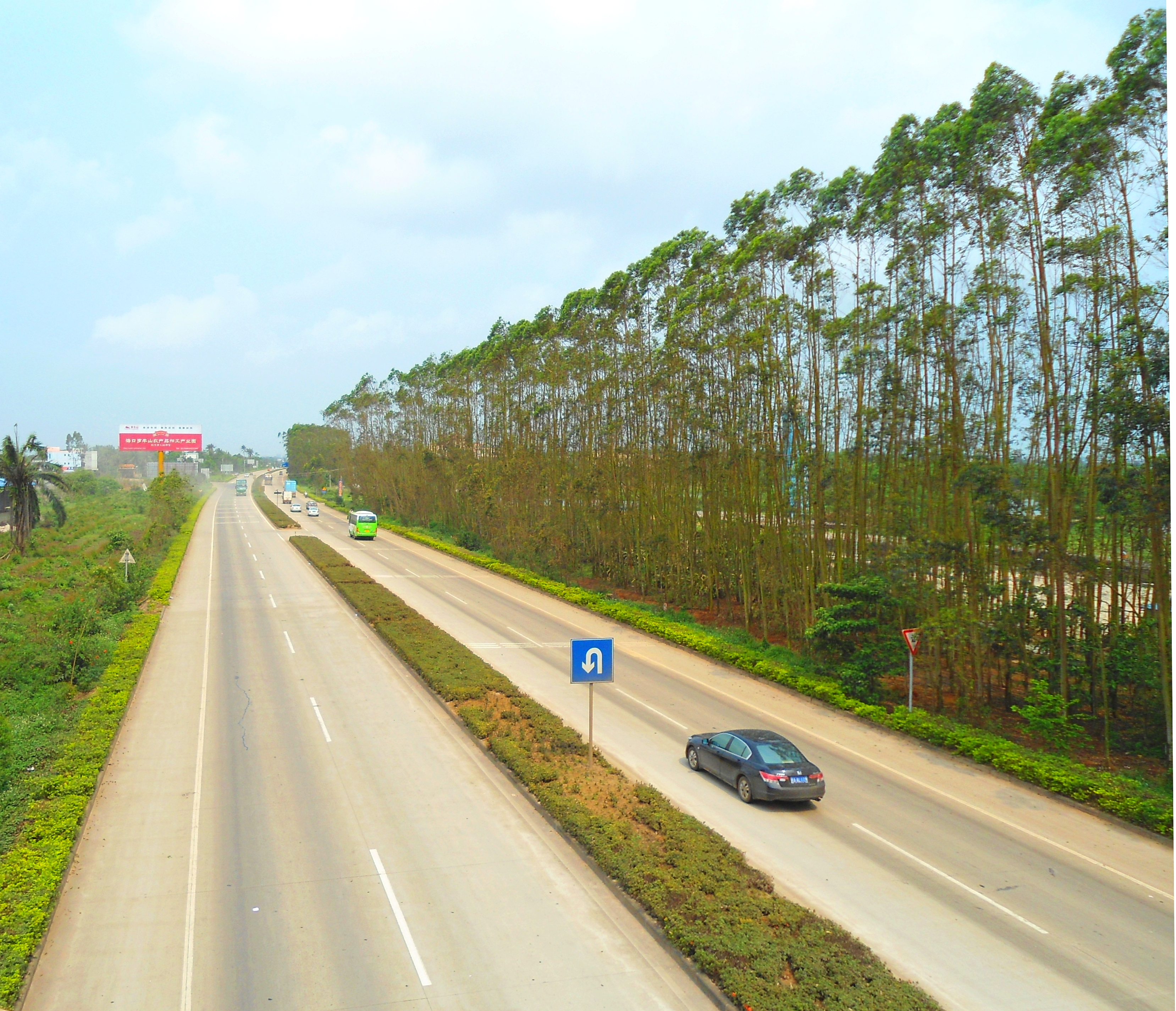
Дороги в Хайнане

| Год  | Победитель         | Второй                     | Третий              |
| ---- | ------------------ | -------------------------- | ------------------- |
| 2006 | Сергей Колесников  | Сатоси Хиросэ              | Ёсиюки Абэ          |
| 2007 | Роберт Радош       | Роман Климов               | Pascal Hungerbühler |
| 2008 | Борис Шпилевский   | Дэвид Маккэн               | Блажей Яничек       |
| 2009 | Франсиско Вентосо  | Грега Боле                 | Виталий Буц         |
| 2010 | Валентин Иглинский | Джонни Уолкер              | Алексей Марков      |
| 2011 | Валентин Иглинский | Рейнардт Янсе ван Ренсбург | Александр Шмитт     |
| 2012 | Дмитрий Груздев    | Валентин Иглинский         | Тобиас Людвигссон   |
| 2013 | Морено Хофланд     | Фредерик Аморисон          | Том Лезер           |
| 2014 | Жульен Антомарчи   | Никколо Бонифацио          | Андрей Зейц         |
| 2015 | Саша Модоло        | Андрей Зейц                | Жюльен Эль-Фарес    |
| 2016 | Алексей Луценко    | Пшемыслав Немец            | Матей Мохорич       |
| 2017 | Якопо Моска        | Бенжами Прадес             | Эмилс Лиепиньш      |
| 2018 | Фаусто Маснада     | Джино Медер                | Жюльен Эль-Фарес    |
| 2023 | Оскар Севилья      | Себастьян Бервик           | Джеймс Пикколи      |
| 2024 | Аарон Гейт         | Хенок Мулубрхан            | Филиппо Магли       |

## Рекорд побед

### По странам
| Побед | Страна                                  |
| ----- | --------------------------------------- |
| 4     | Казахстан                               |
| 2     | Россия · Италия                         |
| 1     | Польша · Испания · Нидерланды · Франция |